# 马皇后 (建文帝)
馬皇后（1378年—1402年），明朝建文帝朱允炆之皇后，光禄少卿马全之女。

## 生平
洪武二十八年（1395年），她被明太祖朱元璋親自册封为太孙妃。 朱允炆登基後，于建文元年二月册立她为皇后。 後來，她產下兩個兒子，分別命名作朱文奎與朱文圭。
建文四年六月十三日，燕王朱棣自金川门攻入京师应天府，马皇后在戰亂中喪生於火災。
弘光帝追尊为孝愍温贞哲睿肃烈襄天弼圣让皇后。

## 影视形象
- 香港无线电视《洪武三十二》中，由梁嘉琪饰演马恩慧